# Federació d'Associacions de Periodistes d'Espanya
La Federació d'Associacions de Periodistes d'Espanya (FAPE) integra 49 associacions federades i 16 vinculades que sumen un total de més de 21.000 associats, fet que la converteix en la major organització professional de periodistes d'Espanya. És membre de la Federació Internacional de Periodistes. Té la seu a Madrid i edita, trimestralment, la revista Periodistas.
La FAPE va néixer el 19 de maig de 1922, a Santander, i la seva primera assemblea es va celebrar el 6 d'agost del mateix any, sota la presidència del rei Alfons XIII. Van participar representants de les associacions de la premsa d'Avilés, Badajoz, Barcelona, Bilbao, Burgos, Ciudad Real, Granada, Huelva, Osca, Lleó, Madrid, Santander, Sevilla, València, Valladolid i Saragossa, que van estar reunits durant quatre dies amb membres del Sindicat de Periodistes de Granada. Van delegar la seva representació les associacions d'Alacant, Balears, Castelló, Ceuta, Còrdova, la Corunya, Ourense, Pamplona i Zamora. El 10 d'agost es va triar el primer comitè executiu de la Federació, presidit per Rufino Blanco i, l'endemà passat, una conferència d'Eugeni d'Ors va clausurar l'assemblea.

## Presidents
| Període             | Presidents                  |
| ------------------- | --------------------------- |
| 1922-1926           | Rufino Blanco               |
| 1923                | Eugeni d'Ors                |
| 1926-1927           | Ignacio de L. Ribera        |
| 1928-1931           | José Francos Rodríguez      |
| 1944-1950           | José María Alfaro           |
| 1950-1951           | Víctor de la Serna          |
| 1955-1960           | Manuel Aznar                |
| 1960-1967           | Pedro Gómez Aparicio        |
| 1951-1955 1967-1977 | Lucio del Álamo             |
| 1978-1978           | Luis Blanco                 |
| 1978-1979           | Josep Pernau                |
| 1979-1983           | Luis María Anson            |
| 1983-1993           | Luis Apostua                |
| 1993-1994           | Antonio Petit               |
| 1994-2000           | Jesús de la Serna           |
| 2000-2004           | Alejandro Fernández Pombo   |
| 2004-2008           | Fernando González Urbaneja  |
| 2008-2010           | Magis Iglesias Bello        |
| 2010-2018           | Elsa González Díaz de Ponga |